# Pesi di leoni assiri
I pesi di leoni assiri sono un gruppo di bronzo di pesi mesopotamici che presentano scritture bilingue (caratteri cuneiformi e fenici); hanno varia misura e grandezza e i più grandi presentano delle maniglie.

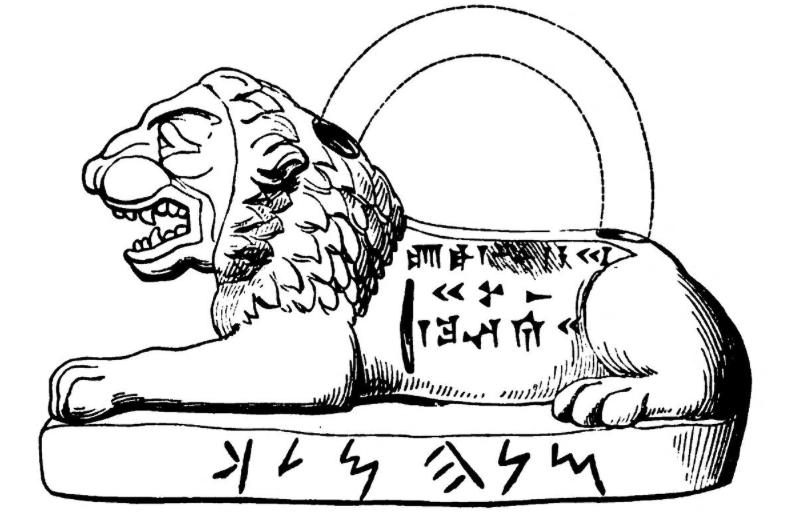
Schizzo del 1864 di un peso di leone assiro

Tali pesi sono storicamente molto importanti:
- dal punto di vista linguistico, perché testimoniano la discendenza aramaica della lingua fenicia;
- dal punto di vista scientifico, perché i pesi rappresentano il primo esempio di sistema numerico aramaico;
- dal punto di vista politico, poiché otto dei leoni raffigurano il breve regno di Shalmaneser V.

## Scoperta
I pesi più antichi (appartenenti all'VIII secolo a.C., ossia nello stesso periodo della stele di Mesha) sono stati scoperti da Austen Henry Layard durante i suoi a scavi a Nimrud (1845-1851) e sono attualmente nel British Museum. Nella spedizione sono state rinvenute in tutto sedici statuette di bronzo a forma di leone, di cui grazie ad Edwin Norris si scoprì l'antica funzione di peso.

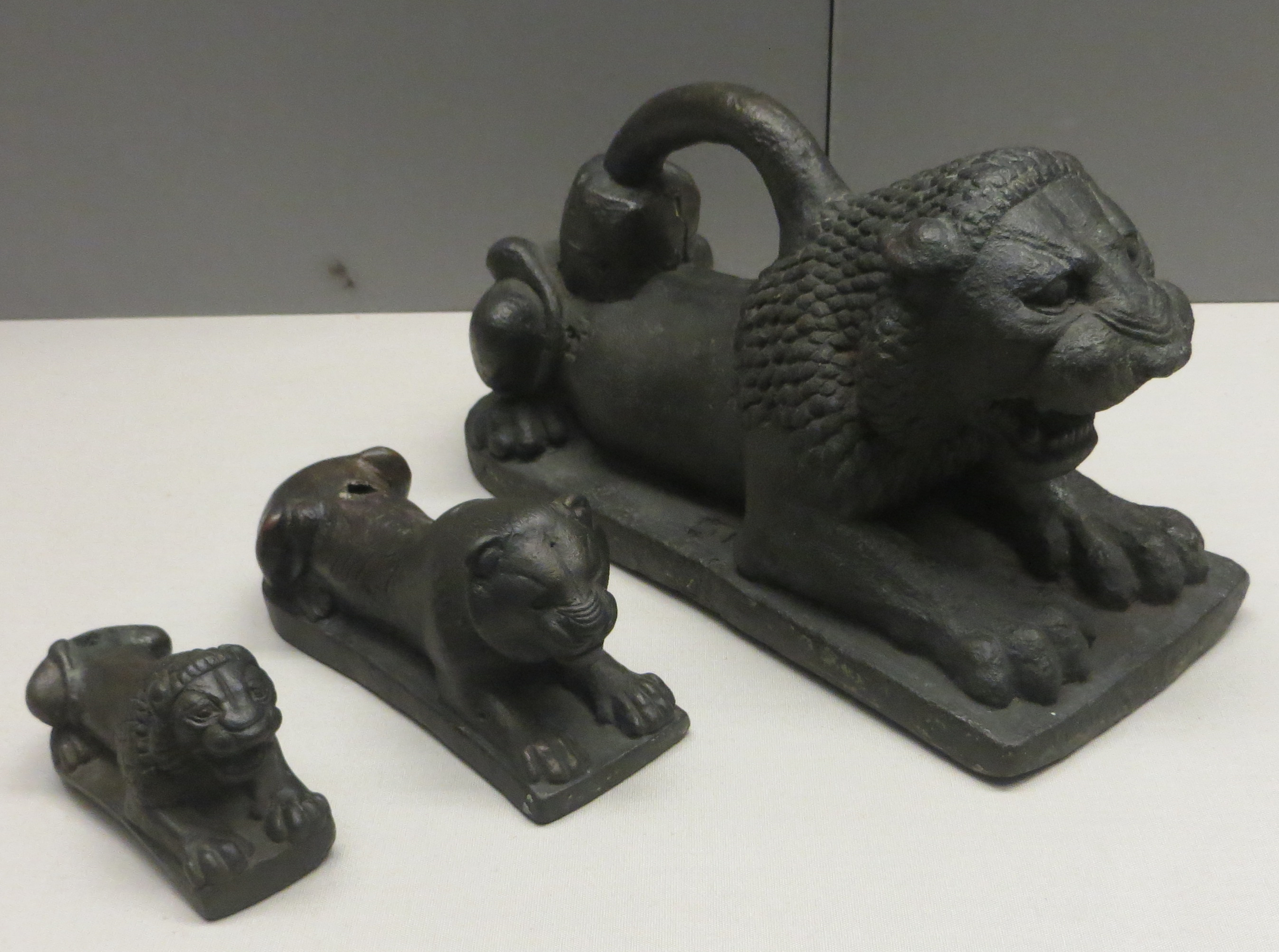
Tre dei leoni oggi conservati al British Museum.

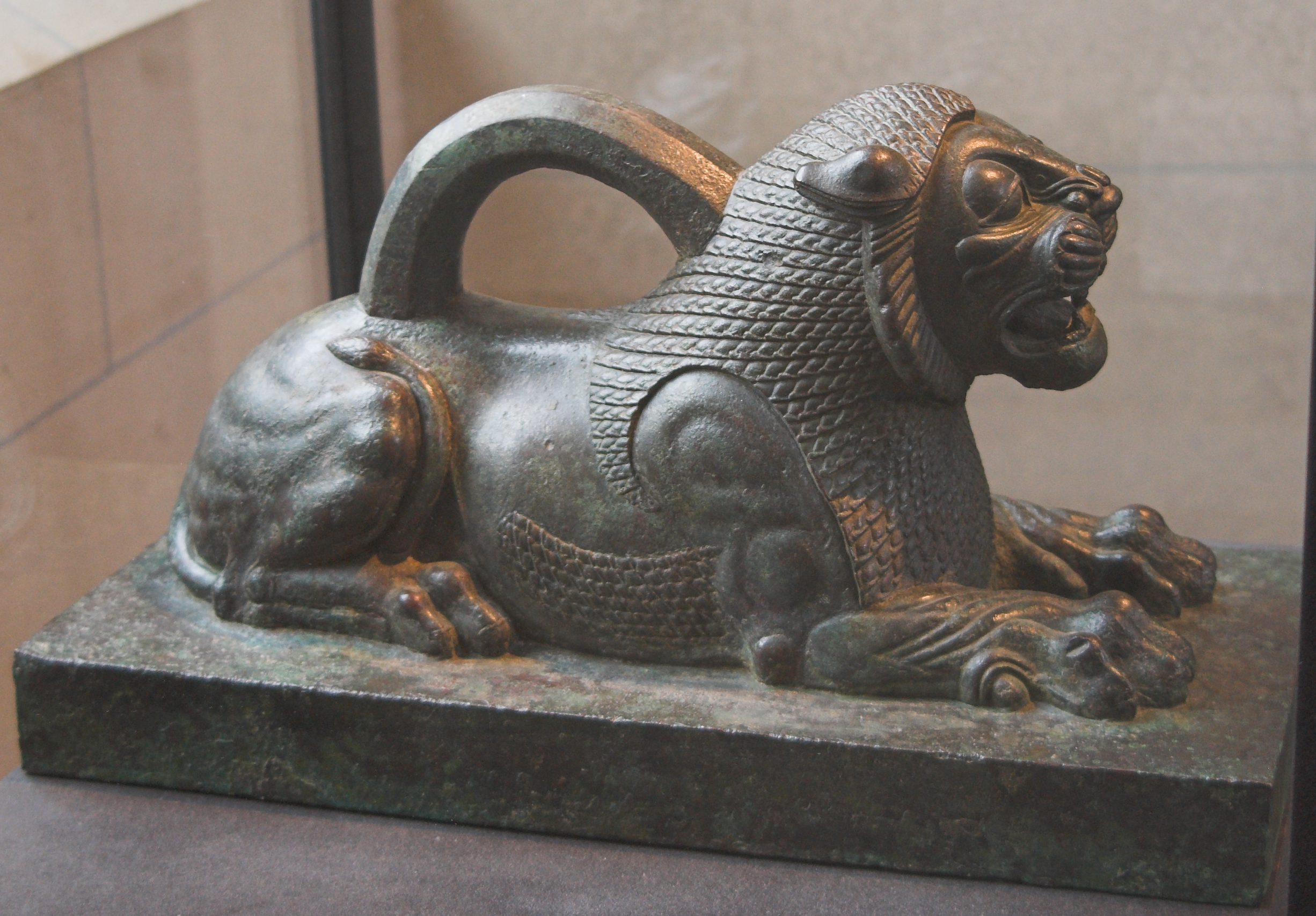
Peso di leone assiro rinvenuto a Susa e oggi conservato al Louvre.

A questi si aggiungono altri pesetti di bronzo simili, e sempre a forma di leone, datati circa ai secoli VI-IV a.C. e rinvenuti nel 1901 nel sito iraniano di Susa dall'archeologo francese Jacques de Morgan, e oggi conservati al Museo del Louvre di Parigi.
Probabilmente al gruppo di leoni appartenevano possibili pesetti di pietra a forma di anatra ancora oggi non rinvenuti.